# Zoológico de Tallin
El Zoológico de Tallin (en estonio: Tallinna Loomaaed) es un zoológico de Tallin, la capital de Estonia, que fue fundado en 1939. Es el único zoológico en Estonia, y en 2008 albergó a 7.158 animales que representan 619 especies.
En 1937, un equipo de tiradores de Estonia ganó el título de Campeón del Mundo de Helsinki. Trajeron con ellos un joven lince, llamado Illu. Illu se convirtió en el primer animal exhibido en el zoológico, que fue inaugurado oficialmente el 25 de agosto de 1939. El lince fue elegido más adelante para ser el emblema animal del zoológico.